# سوگلی (فیلم ۱۳۴۹)
سوگلی فیلمی به کارگردانی مهدی ژورک و نویسندگی احمد نجیب‌زاده محصول سال ۱۳۴۹ است.

## خلاصه داستان
برادر بزرگتر وقتی درمی‌یابد که برادر کوچکترش در دام هوس‌های رقاصه‌ای گرفتار شده، دختری را سر راه او قرار می‌دهد…

## بازیگران
- ناصر ملک‌مطیعی
- فروزان
- تقی ظهوری
- پیمان
- جواد تقدسی
- عزت‌الله مقبلی
- احمد قدکچیان